# Adolf Promber
Adolf Promber (17. dubna 1843 Uherské Hradiště – 3. února 1899 Brno) byl rakouský právník a politik německé národnosti, v závěru 19. století poslanec Říšské rady; jeden z hlavních představitelů německorakouského tábora na Moravě.

## Biografie
Byl synem výběrčího daní. V letech 1860–1864 vystudoval práva na Vídeňské univerzitě, kde roku 1867 získal titul doktora práv. Krátce působil jako notář ve Frenštátu u moravské finanční prokuratury. Od roku 1872 byl advokátem v Brně. Zapojil se do veřejného a politického života.
Od 70. let 19. století se zapojil i do celostátní politiky. Ve volbách do Říšské rady roku 1873 byl zvolen a zastupoval zde kurii městskou, obvod Kroměříž, Uherské Hradiště atd. Za týž obvod obhájil mandát i ve volbách do Říšské rady roku 1879. Ve volbách do Říšské rady roku 1885 uspěl v městské kurii, obvod Hranice, Lipník atd. Opětovně za něj byl zvolen i ve volbách do Říšské rady roku 1891 a volbách do Říšské rady roku 1897. V parlamentu setrval do své smrti. Pak ho nahradil Karl Fochler. V roce 1897 se profesně uvádí jako advokát, bytem v Brně. V zákonodárném sboru byl aktivní hlavně v rozpočtovém a branném výboru. V roce 1874 se zasloužil o podobu zákona upravujícího poměry státních úředníků.
Uvádí se jako německý liberál (liberálně a centralisticky orientovaná Ústavní strana, odmítající federalistické aspirace neněmeckých etnik). V roce 1878 zastával funkci zapisovatele zemského volebního výboru Ústavní strany na Moravě. Při svém nástupu do parlamentu patřil mezi mladoněmecké liberály, kteří kritizovali staroněmecké politiky Ústavní strany. V říjnu 1879 je zmiňován na Říšské radě coby člen mladoněmeckého Klubu sjednocené Pokrokové strany (Club der vereinigten Fortschrittspartei). Od roku 1881 byl členem klubu Sjednocené levice, do kterého se spojilo několik ústavověrných (liberálně a centralisticky orientovaných politických proudů). Za tento klub uspěl i ve volbách roku 1885. Po rozpadu Sjednocené levice přešel do frakce Německorakouský klub. V roce 1890 se uvádí jako poslanec obnoveného klubu německých liberálů, nyní oficiálně nazývaného Sjednocená německá levice. I ve volbách roku 1891 byl na Říšskou radu zvolen za klub Sjednocené německé levice. Ve volbách roku 1897 byl zvolen za Německou pokrokovou stranu. Po volbách roku 1897 zasedal v poslaneckém klubu Freie Deutsche Vereinigung (takzvaná Mauthnerova skupina), který sdružoval staroliberální proud německorakouské politiky.
Od roku 1876 zasedal rovněž jako poslanec Moravského zemského sněmu. Do roku 1884 na něm zastupoval okres Hodonín, pak Lipník. Od roku 1878 byl členem Moravského zemského výboru, v němž po dvacet let působil coby referent pro obecní, zemědělské a finanční záležitosti. Od roku 1896 byl náměstkem moravského zemského hejtmana. Spolu s baronem Johannem von Chlumeckým byl koncem století hlavním představitelem německorakouského politického tábora na Moravě.
Byl švagrem předního českého politika na Moravě Františka Aloise Šroma. V národnostních otázkách byl umírněný a položil základy k pozdějšímu Moravskému vyrovnání. Uznával, že při etnických poměrech na Moravě není pro německou populaci vhodné vystupovat radikálně opozičně a obstrukčně. Sám byl do sněmu i Říšské rady volen za obvody v českém vnitrozemí. V roce 1897 odmítal ostrý opoziční kurz proti Badeniho jazykovým nařízením.
Získal čestné občanství více než 50 moravských obcí. Čestným občanem ho například jmenovaly i etnicky převážně české obce jako Valašské Klobouky. V roce 1883 mu byl udělen Řád železné koruny.
Zemřel na žaludeční nemoc v únoru 1899.